# Grace VanderWaal
Grace Avery VanderWaal (Lenexa, 15 de janeiro de 2004) é uma cantora, compositora e atriz norte-americana. Em 2016, aos 12 anos de idade, ganhou a décima primeira temporada da competição televisiva da NBC America's Got Talent.

## Início da vida
Grace VanderWaal nasceu em 15 de janeiro de 2004, em Lenexa, Kansas. Vive com os seus pais, Dave e Tina, e os seus dois irmãos mais velhos, Jakob e Olivia. O seu pai é vice-presidente de marketing da LG Electronics. A família tem também três cães.
VanderWaal começou a compor as suas primeiras canções aos três anos de idade, usando um microfone sem fios.
Comprou o seu primeiro ukulele com o dinheiro do seu 11º aniversário. Grace VanderWaal mantém um canal no YouTube, onde posta vídeos das suas canções originais e covers.

## Música

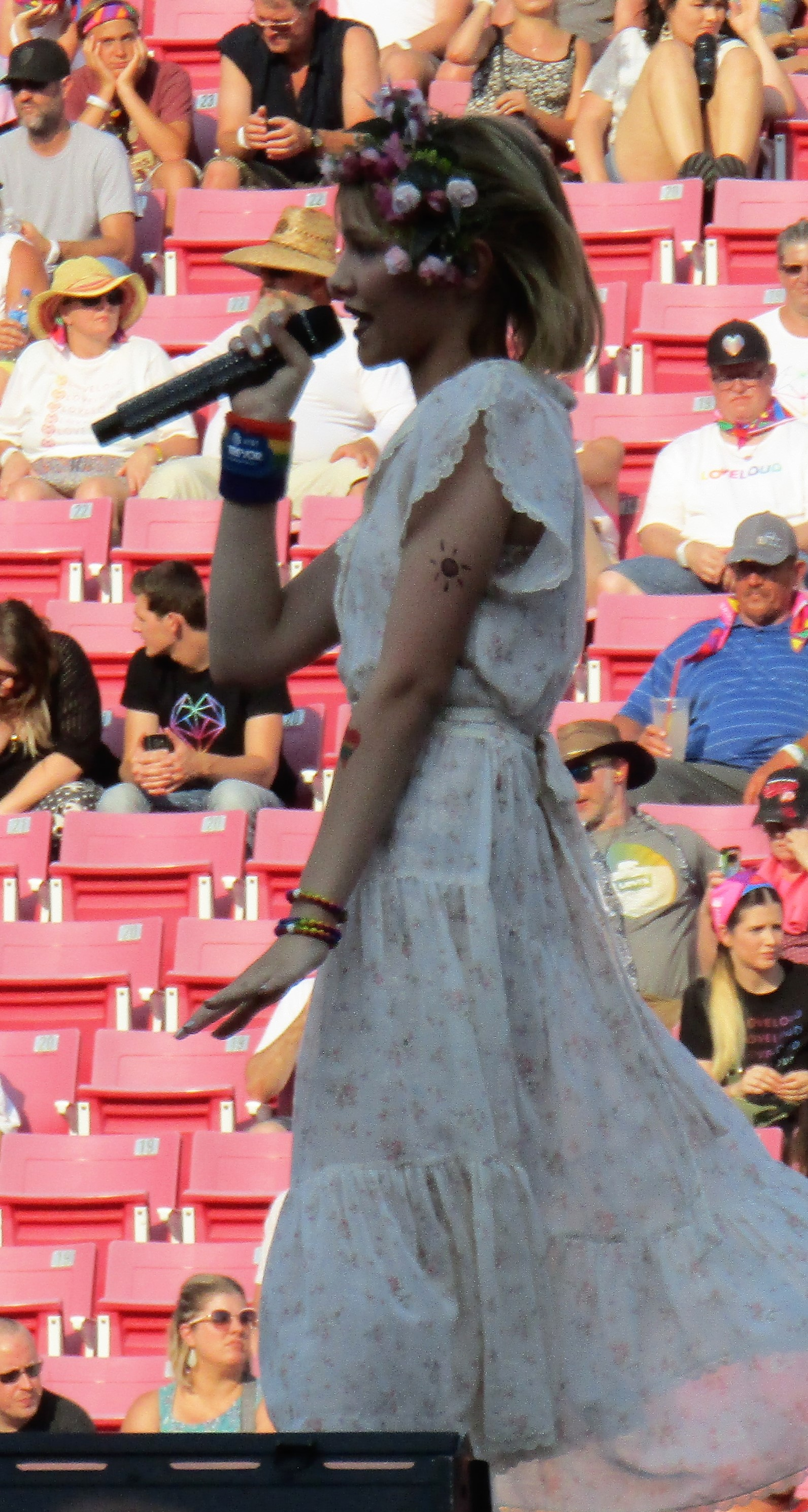
Grace VanderWaal 2018

VanderWaal escreveu músicas originais (inclusive aquelas que cantou no concurso televisivo) e gravou-as, cantando com o acompanhamento de um ukulele, no seu canal do YouTube, Oh Never mind it's just me. Ela também canta e faz uploads de covers de canções populares como "Ex's and Oh's", "Pity Party" e "Imagine".

## America's Got Talent
No dia 7 de junho de 2016, durante a 11ª temporada do programa da NBC America's Got Talent, VanderWaal fez uma audição com uma canção original sua, "I Don't Know My Name", atuação que foi celebrada com Howie Mandel apertando a "golden buzzer" ("campainha de ouro"). Simon Cowell referiu VanderWaal como "a próxima Taylor Swift." VanderWaal continuou a produzir audições com apenas as suas canções originais; na sua performance seguinte, nos quartos de final em 23 de agosto de 2016, canta "Beautiful Thing", uma canção escrita para a sua irmã. Nas semifinais no dia 30 de agosto, VanderWaal canta "Light the Sky", e na final do concurso, no dia 13 de setembro, cantou "Clay", uma canção sobre ser vítima de bullying.
VanderWaal cantou novamente "I Don't Know My Name" no dia 14 de setembro no fim do episódio. Mais tarde, abre a apresentação para uma performance de Stevie Nicks, com a música "True Hero of Inspiration". No final da transmissão, VanderWaal foi anunciada como a vencedora da 11ª temporada. É a primeira vencedora feminina, e a primeira criança vencedora desde Bianca Ryan, que conquistou o prémio máximo da 1ª temporada.

### Pós-America's Got Talent
VanderWaal é colocada na manchete do PH Showroom em Las Vegas Planet Hollywood Resort & Casino , em outubro de 2016. Grace pretende usar parte dos seus lucros do America's Got Talent para fazer uma doação a uma instituição de caridade.

## Discografia

### Álbuns de estúdio
- Just the Beginning (2017)
- CHILDSTAR (2025)

### Extended Play (EP)
- Perfectly Imperfect (2016)

## Filmografia

### Filmes
| 2020 | Stargirl           | Susan "Stargirl" Caraway |
| 2022 | Hollywood Stargirl | Susan "Stargirl" Caraway |
| 2024 | Megalopolis        | Vesta Sweetwater         |